# Euphorbia cotinifolia
Euphorbia cotinifolia ist eine Pflanzenart in der Gattung Wolfsmilch (Euphorbia) aus der Familie der Wolfsmilchgewächse (Euphorbiaceae). Der botanische Name bezieht sich auf die Ähnlichkeit des Laubes mit dem des Perückenstrauches (Cotinus coggygria).

## Beschreibung und Herkunft
Euphorbia cotinifolia bildet einen etwas sukkulenten Strauch oder Baum von 2 bis 6 (vereinzelt bis 19) m Höhe und runder Krone. Ihre Stämme sind an der Basis oft flaschenförmig verdickt und im Alter von einer weißen Borke bedeckt. Die zylindrischen, anfangs etwa 6 mm dicken Zweige sind gegliedert und verzweigen an den Knoten in dreier-Wirteln. Ebenfalls in dreier-Wirteln erscheinen an den Knoten die Blätter. Diese sind gerundet dreieckig bis breit oval, etwa 4 bis 14 cm lang, 2 bis 7 cm breit und rein grün. Sie sitzen auf Stielen, die etwa so lang wie die Blätter sind.
Die Blütenstände werden end- und seitenständig gebildet. Durch mehrfach gabelige Verzweigungen besonders der seitlichen Blütenstandzweige entsteht ein flacher Blütenstandskopf. Die Cyathien sind 2 bis 4 mm groß. Ihre vier bis sechs Nektardrüsen sind oval bis fast kreisrund, grünlich und tragen etwa 1 mm lange, weiße bis cremefarbene Kronblatt-ähnliche Anhängsel.

## Unterarten, Vorkommen und Gefährdung
- Euphorbia cotinifolia subsp. cotinifolia ist die oben beschriebene, grünblättrige Unterart, die sich nicht in Kultur befindet. Wild wächst sie in Mittel- bis Südamerika, von Mexiko über die Karibischen Inseln und Venezuela bis Brasilien auf Höhenlagen von 200 bis 2600 m NN. Nach R. Govaerts kommt diese Unterart aber nur auf den niederländischen Antillen vor.[1]
- Euphorbia cotinifolia subsp. cotinoides (Miq.) Christenh. ist die in Kultur befindliche Unterart. Sie weicht ab durch auffallend rotbraunes Laub, anfangs rotbraune Zweige und dichtere Blütenstände. In der Natur kommt sie in der Amazonasregion Surinams auf Höhenlagen zwischen 0 und 500 m NN vor, wird aber weltweit in tropischen und subtropischen Gebieten als Zierpflanze gehalten und ist dort teilweise verwildert. Nach R. Govaerts kommt diese Unterart ursprünglich von Mexiko und Trinidad bis Peru vor.[1]

Die Art steht auf der Roten Liste der IUCN und gilt als nicht gefährdet (Least Concern).

## Verwendung
Durch ihr kräftig gefärbtes Laub bildet Euphorbia cotinifolia subsp. cotinoides eine sehr dekorative Zierpflanze, die in Deutschland erfolgreich als Kübelpflanze gehalten werden kann.

## Galerie
Euphorbia cotinifolia subsp. cotinoides

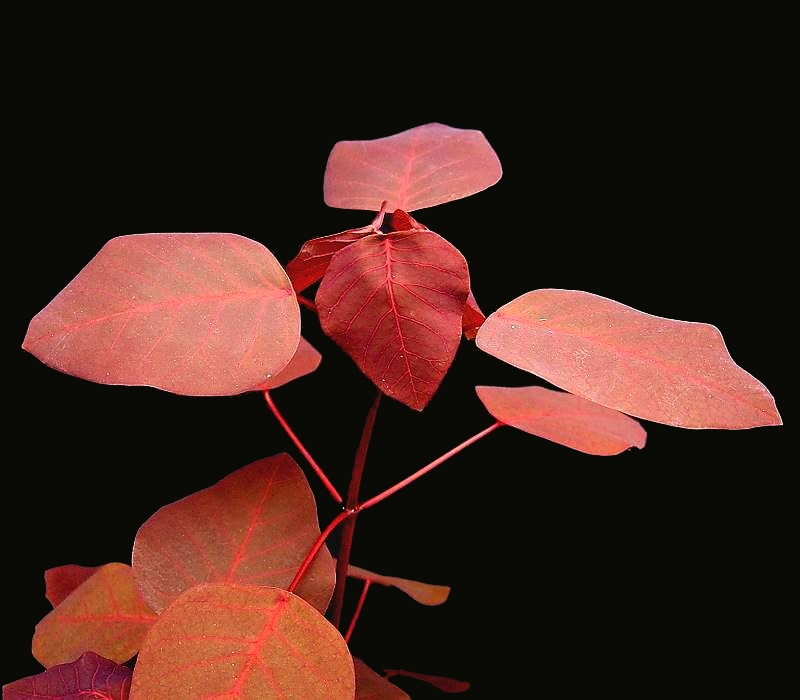
Das Laub ist bei hellem Stand intensiv gefärbt
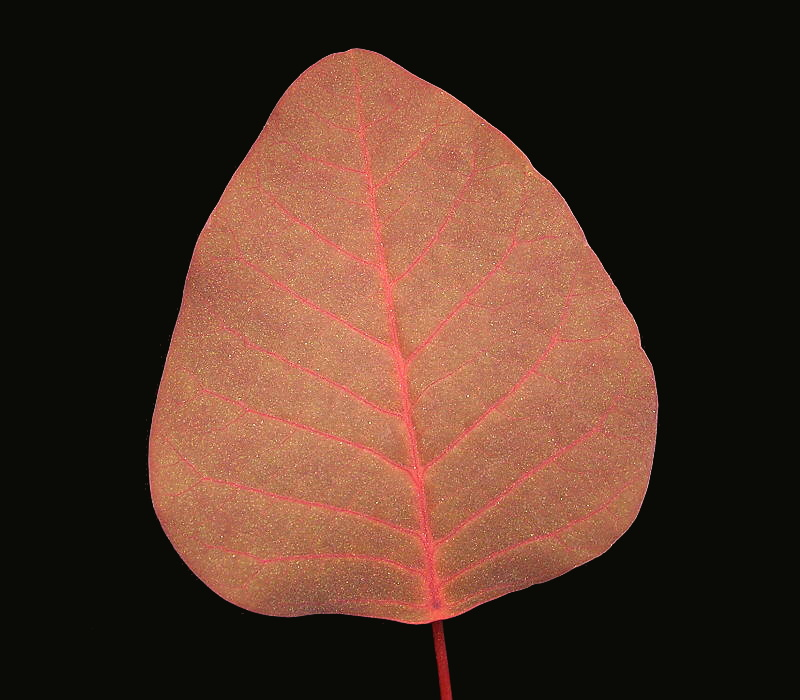
Typische Blattform
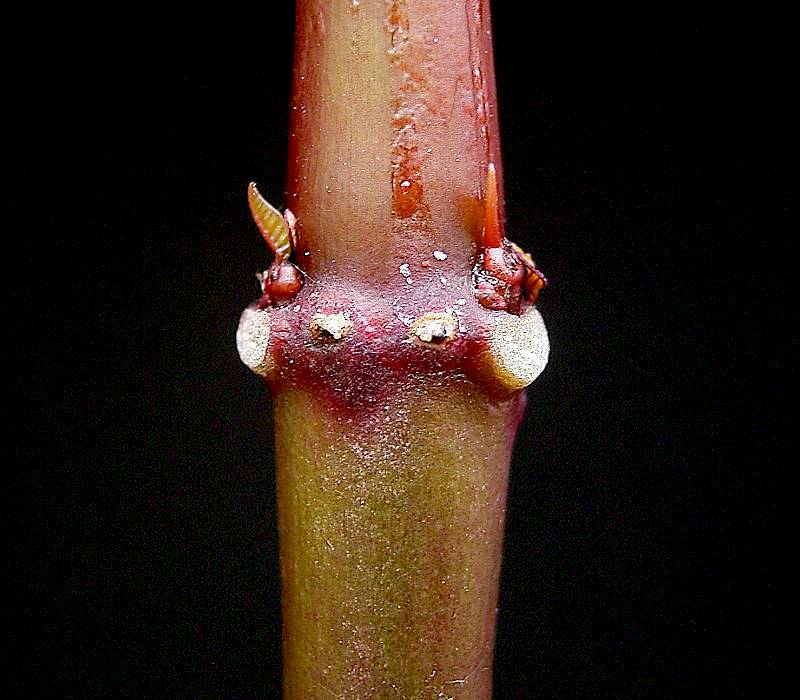
Knoten eines Zweiges mit hellen Blattnarben und Knospen neuer Zweige
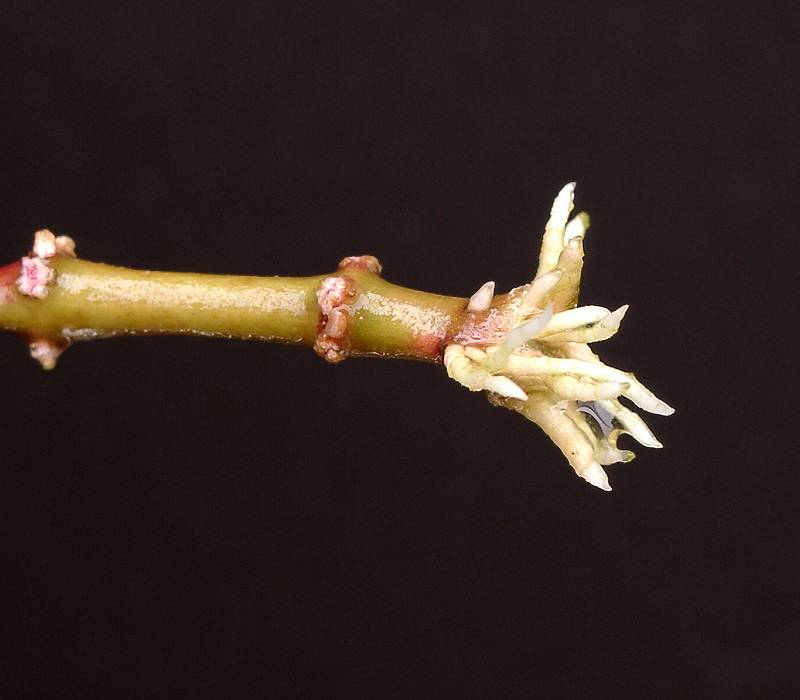
Ein in Wasser bewurzelter Steckling ist nach vier Wochen bereit zum Eintopfen